# Reconquête chinoise de 1945
Guerre sino-japonaise (1937-1945),
Seconde Guerre mondiale
Batailles
Seconde Guerre mondiale : batailles de la Guerre sino-japonaise
- Incident du pont Marco-Polo
- Shanghai
- Taiyuan
- Xinkou
- Pingxingguan
- Taierzhuang
- Xuzhou
- Nankin
  - bataille
  - massacre
- lac Khassan
- Wuhan
- Nanchang
- Khalkhin Gol
- Suixian-Zaoyang
- Changsha (1re)
- Guangxi
- Henan
- Zaoyang-Yichang
- Cent Régiments
- Shanggao
- Sud-Shanxi
- Changsha (2e)
- Pacification du Mandchoukouo
- Changsha (3e)
- Hubei
- Changde
- Ichi-Go
- Changsha (4e)
- Guilin-Liuzhou
- Reconquête chinoise

Guerre du Pacifique
Front d'Europe de l'ouest
Front d'Europe de l'est
Campagnes d'Afrique, du Moyen-Orient et de Méditerranée
Bataille de l'Atlantique
Théâtre américain
La Reconquête chinoise de 1945 eut lieu tout à la fin de la guerre sino-japonaise. Elle se composa de deux phases : la victoire alliée face à l'offensive japonaise, à Chihkiang, dans l'ouest du Hunan (Bataille de l'ouest du Hunan), et la contre-offensive chinoise débutée d'abord dans le Guangxi (Seconde bataille du Guangxi), qui aboutit à la reconquête d'une partie des territoires perdus lors de l'opération Ichi-Go, puis se poursuivit dans d'autres provinces, repoussant les Japonais.

## Échec de l'offensive japonaise dans le Hunan
Au printemps 1945, l'Armée nationale révolutionnaire chinoise, alimentée par la route de Birmanie et le pont aérien de la « Bosse », et restructurée sous l'impulsion du lieutenant-général américain Albert Wedemeyer, est enfin en mesure de résister de façon coordonnée à l'invasion ennemie.
L'opération Ichi-Go ayant échoué à stopper les attaques aériennes, les Japonais souhaitaient de leur côté neutraliser l'aérodrome chinois de Chihkiang, qui servait notamment de base à l'US Air Force et permettait aux Alliés de mettre en difficulté l'armée impériale dans la région. Un autre objectif de l'offensive était de prendre le contrôle des lignes de voies ferrées reliant le Hunan au Guangxi et Canton à Hankou et d'empêcher les Chinois de préparer une offensive de grande ampleur.
La première partie de l'offensive, débutée le 21 mars par une attaque contre l'ouest du Henan et le nord du Hubei, fut un succès : les Japonais parvinrent à prendre le contrôle de plusieurs bases aériennes, privant les Chinois de la possibilité de recevoir des renforts aéroportés.
L'armée japonaise commençait cependant à manquer de matériel. En outre, la libération des Philippines, alors en cours, avait abouti à perturber gravement leur principale route d'approvisionnement en pétrole depuis les Indes orientales néerlandaises occupées. En conséquence les Japonais manquaient de carburant pour leurs avions, et ne disposaient pour l'occasion que de troupes au sol, vulnérables aux attaques aériennes américaines.
Le 8 avril 1945, 4 000 fantassins de l'Armée impériale japonaise poursuivirent l'offensive en initiant une poussée à l'ouest vers Chihkiang et Hsining. L'ensemble de l'offensive japonaise impliqua finalement cinq divisions et une brigade de la 20e armée japonaise. En vertu de la nouvelle structure de commandement unifiée, les actions de l'armée chinoise étaient bien coordonnées avec celles de l'United States Army Air Forces.
Les troupes chinoises, désormais équipées de matériel américain et soutenues par les avions de la 14th USAAF, parvinrent à repousser les Japonais, dont les pertes s'élevèrent officiellement à 1 500 morts et 5 000 blessés (bilan plus tard révisé à 2 700 morts), entraînant l'échec global de l'offensive le 7 juin. C'était pour les Chinois un succès stratégique, malgré leurs pertes plus élevées que celles des Japonais : 6 576 morts et 11 223 blessés pour les 18e, 73e et 10e armées.

## Contre-offensive chinoise
Dès le mois d'avril, la 2e et la 3e armée de l'Armée nationale révolutionnaire chinoise lancèrent à l'ouest du Guangxi leur contre-offensive contre la 11e armée impériale japonaise, pour reprendre les territoires pris par le Japon lors de l'opération Ichi-Go. En juillet, les troupes japonaises commencèrent à se retirer du Jiangxi pour défendre leurs autres territoires, tandis que les Chinois lançaient également des offensives dans le Henan, le Fujian et le Guangdong, reprenant peu à peu le contrôle de tous les territoires visés.
Au début du mois d'août, les Chinois reprirent complètement le contrôle du Jiangxi, encerclèrent les troupes japonaises restantes et investirent la ville de Nanchang. Au même moment, l'Union soviétique lança son offensive dans le nord de la Chine.
Les troupes japonaises capitulèrent dans le Guangxi le 10 août, les Chinois reprenant le contrôle de l'essentiel de la province. Les Japonais reculant ou rendant les armes sur tous les fronts, les troupes du gouvernement collaborateur chinois annoncèrent leur ralliement au gouvernement du Kuomintang, le régime pro-japonais en place à Nankin disparaissant dans les faits. Quelques jours plus tard eut lieu l'annonce de la capitulation du Japon.